# 홋카이도 제6구
홋카이도 제6구(일본어: 北海道第6区, ほっかいどうだい6く)는 일본의 중의원 선거구이다. 1994년 공직선거법 개정으로 신설되었으며 2002년부터는 홋카이도 가미카와 지청의 관할구역에 해당한다.

## 지역
- 아사히카와시
- 시베쓰시
- 나요로시
- 후라노시
- 가미카와 종합진흥국 관할구역

1996년부터 2002년까지는 아시히카와 시만 해당하였지만 이후로는 구획 변경으로 옛 제7구보다 더 나아가 아사히카와 시 이외의 가미카와 지청 관할구역도 포함되었다. 2017년에는 선거구 개편으로 호로카나이초가 제10구에서 제6구로 흡수되었다.

## 역사
아사히카와 시만 해당됐던 1996년과 2000년 총선에서는 사사키 히데노리가 지역구 의원으로 당선되었다.
가미카와 지청 전역으로 확대된 이후에는 옛 6구의 이마즈 히로시 의원과 옛 7구의 가네다 에이고 의원이 코스타리카 방식 (동일 정당 내에 경쟁자가 둘일 경우 한 사람은 의원선거에, 다른 사람은 비례선거에 출마시키는 전술)을 이용해 선거전에 나섰고, 2003년 총선에서는 이마즈 히로시 후보가 사사키 히데노리를 누르고 의원으로 당선되었으며 가네다 후보 역시 비례 단독후보로 당선되었다.
사사키 히데노리가 은퇴한 2005년 총선에서는 지역구 선거에 가네다 후보가 출마하였지만 사사키 다카히로가 당선되었다. 이마즈 히로시는 비례후보로 나서 단독 당선되었다. 사사키는 2009년 총선에서도 민주당 돌풍을 타고 순조롭게 당선되었으나 2012년 이마즈 후보에 큰 득표차로 낙선하였다. 다음 총선인 2014년 총선에서는 사사키가 지역의원으로 다시 당선되고 이마즈 후보는 비례부활로 당선됐다.

## 역대 국회의원
| 선거          | 선거          | 의원            | 정당   |
| ------------- | ------------- | --------------- | ------ |
|               | 1996년 제41회 | 사사키 히데노리 | 민주당 |
|               | 2000년 제42회 | 사사키 히데노리 | 민주당 |
|               | 2003년 제43회 | 이마즈 히로시   | 자민당 |
|               | 2005년 제44회 | 사사키 다카히로 | 민주당 |
| 2009년 제45회 |               | 사사키 다카히로 | 민주당 |
|               | 2012년 제46회 | 이마즈 히로시   | 자민당 |
|               | 2014년 제47회 | 사사키 다카히로 | 민주당 |

## 같이 보기
- 홋카이도 선거구